# Federico Kammerichs
Guillermo Federico Kammerichs (né le 21 juin 1980 à Goya, dans la province de Corrientes en Argentine) est un joueur de basket-ball argentin. Il joue au poste d'ailier. En raison de ses origines allemandes, il a également la nationalité allemande.

## Biographie
Kammerichs est sélectionné par les Trail Blazers de Portland au 51e rang de la draft 2002. Il est médaillé de bronze avec la sélection argentine aux Jeux olympiques 2008 et au championnat des Amériques 2009.

## Palmarès
- Coupe ULEB en 2003